# Ръмеж
Ръмежът е течен, висок, атмосферен валеж, състоящ се от капки с диаметър под 0,5 mm. Обикновено е предизвикан от ниски слоести и слоесто-кълбести облаци. Поради малкия размер на капките, валежът често до голяма степен се изпарява преди да достигне повърхността и така може да бъде незабелязан от наблюдатели на място.

## Явлението
Ръмежът има тенденция да бъде най-честата форма на валежи над големи райони от океаните в света, особено в по-студените региони на субтропиците. В тези региони преобладават ниски морски слоестокупести и купести вятърни облаци, които съществуват изцяло в рамките граничния слой. Въпреки ниските темпове на натрупване на повърхността, става ясно, че валежите всъщност оказват голямо влияние върху структурите на облаците, покритието, и радиационните характеристики в тези региони. Това мотивира учените да проектират по-сложни, чувствителни инструменти, като например радари за висока честота, които могат да открият ситния дъжд. Повишените количества са склонни да се намерят в морски облаци, които са в чисти въздушни маси.

## Влияние на аерозоли
Изказана е хипотеза, че увеличаването на размера на частиците в атмосферата в резултат на човешката дейност, може да доведе до потискане на ситния дъжд. Според тази хипотеза, тъй като валежът може да бъде ефективно средство за премахване на влагата от облак, потушаването му може да помогне за увеличаване на дебелината, покритието и дълголетието на морските слоестокупести облаци. Това би довело до увеличаване на албедото в регионален до глобален мащаб и до охлаждане на планетата. Приблизителни оценки, използвайки сложни глобални климатични модели показват, че този ефект може да неутрализира частично ефекта на глобално затопляне вследствие на парниковите газове. Все пак остава неясно дали представянето на физическите и химични процеси в съвременните климатични модели, симулиращи взаимодействието между аерозоли, облаци и ситен дъжд, е достатъчно точно, за да се разбере напълно глобалното влияние на промените в аерозолите.